# Барселонский институт международных исследований
Барселонский институт международных исследований (IBEI) — межуниверситетский исследовательский институт и центр последипломного образования, расположенный в Барселоне. IBEI был основан в 2004 году при участии пяти государственных университетов Барселоны (Университет Помпеу Фабра (UPF), Барселонский университет (UB), Автономный университет Барселоны (UAB), Политехнический университет Каталонии (UPC) и Открытый университет Каталонии (UOC)) и Фонда CIDOB (Барселонского центра международных отношений) с целью предоставления последипломного образования и проведения исследований в области международных отношений и смежных направлений. В настоящее время директором института является Жасинт Жордана, профессор политологии в Университете Помпеу Фабра, а президентом — Нарсис Серра, бывший Министр обороны и бывший Первый заместитель Председателя Правительства Испании.

## Об институте
В настоящее время IBEI, расположенный на кампусе UPF «Сьютаделья», предлагает различные программы последипломного образования. Наряду с магистерской программой «Международные отношения», преподавание которой началось в 2004/05 учебном году, в институте преподаются такие магистерские программы, как «Международная безопасность» (с 2012/13 гг.), Erasmus Mundus «Публичная политика» MUNDUS MAPP (с 2012/13 гг.) и «Международное развитие» (с 2016/17 гг.). Преподавание дисциплин в рамках всех магистерских программ осуществляется на английском языке, кроме магистратуры «Международные отношения», предлагаемой также в двуязычном формате: на испанском и английском языках. По окончании магистерских программ IBEI выдается совместный диплом Университета Помпеу Фабра, Барселонского университета и Автономного университета Барселоны.
Институт IBEI является аффилированным членом Ассоциации профессиональных школ международных отношений (APSIA). Магистерские программы IBEI получили аккредитацию официальной университетской магистратуры. В магистратуре института ежегодно обучаются студенты из более 35 стран мира. Международный охват магистерских программ IBEI получил высокое признание Общего управления по делам университетов Правительства Каталонии, присудившего почетное упоминание International Master’s Programme (IMP2013) университетской магистратуре «Международные отношения». Со дня основания в IBEI наблюдается стабильный рост количества студентов; в настоящее время обучение по магистерским программам проходят более 150 человек.
Преподавательский состав IBEI, также отличающийся международным разнообразием, обладает авторитетным исследовательским профилем: в различных исследовательских группах заняты более 20 докторов наук. Наряду с научными сотрудниками собственно института, преподавательский состав также включает ассоциированных профессоров из университетов городского округа Барселоны. Сегодня IBEI является ведущим научно-исследовательским центром, работающим в следующих областях: глобальное управление, политические сети и институты глобализованной экономики, международное развитие и безопасность, а также власть и мультилатерализм в глобализованном мире.
В настоящее время IBEI является одним из ведущих научных центров Испании и Европы в области политологии и международных отношений.

### Основание
Институт IBEI основан в 2004 году в качестве «межуниверситетского института»: в его создании, финансировании и академическом обеспечении принимают участие различные образовательные учреждения Каталонии: Барселонский университет, Автономный университет Барселоны, Политехнический университет Каталонии, Университет Помпеу Фабра, Открытый университет Каталонии и Фонд CIDOB.

## Местоположение
Первые 10 лет своего существования IBEI располагался на улице Элизабет, в районе Раваль округа Сьютат-Велья в Барселоне. Здание XVI века, расположенное рядом с CIDOB, является частью архитектурного комплекса Дома милосердия, бывшей школы для девочек-сирот. В сентябре 2014 года, в связи с необходимостью увеличить площадь занимаемого помещения по причине расширения деятельности института, IBEI переехал на кампус Университета Помпеу Фабра «Сьютаделья», расположенный по соседству с Барселонским зоопарком, парком Сьютаделья и Олимпийским портом.
IBEI находится в недавно построенном здании «Мерсе Родореда» на улице Рамон-Триас-Фаргас, 25-27. Университетский кампус расположен рядом со станцией метро «Сьютаделья-Вила Олимпика», трамвайными остановками «Велингтон» и «Сьютаделья-Вила Олимпика», автобусными остановками «Марина-Доктор-Труэта», «Икария-Парк-Карлес-I» и «Сарденья-Пасеч-Пужадес». IBEI делит здание с другими исследовательскими группами Университета Помпеу Фабра, сотрудники института имеют право пользования всеми удобствами кампуса, а также библиотеками Барселонского университета, Автономного университета Барселоны и Университета Помпеу Фабра.

## Миссия
Миссией IBEI является содействие научным знаниям посредством проведения перспективных исследований и последипломного образования с целью способствовать пониманию глобальных проблем, стоящих перед сегодняшним миром. Институт занимает ведущее место в Европе по подготовке новых поколений профессионалов, принимающих участие в решении этих проблем в рамках научных исследований в области международных отношений. В этой связи институт предлагает образовательные программы, отвечающие высоким стандартам обучения, и проводит исследования, отличающиеся конкурентоспособностью на мировом уровне.

## Логотип

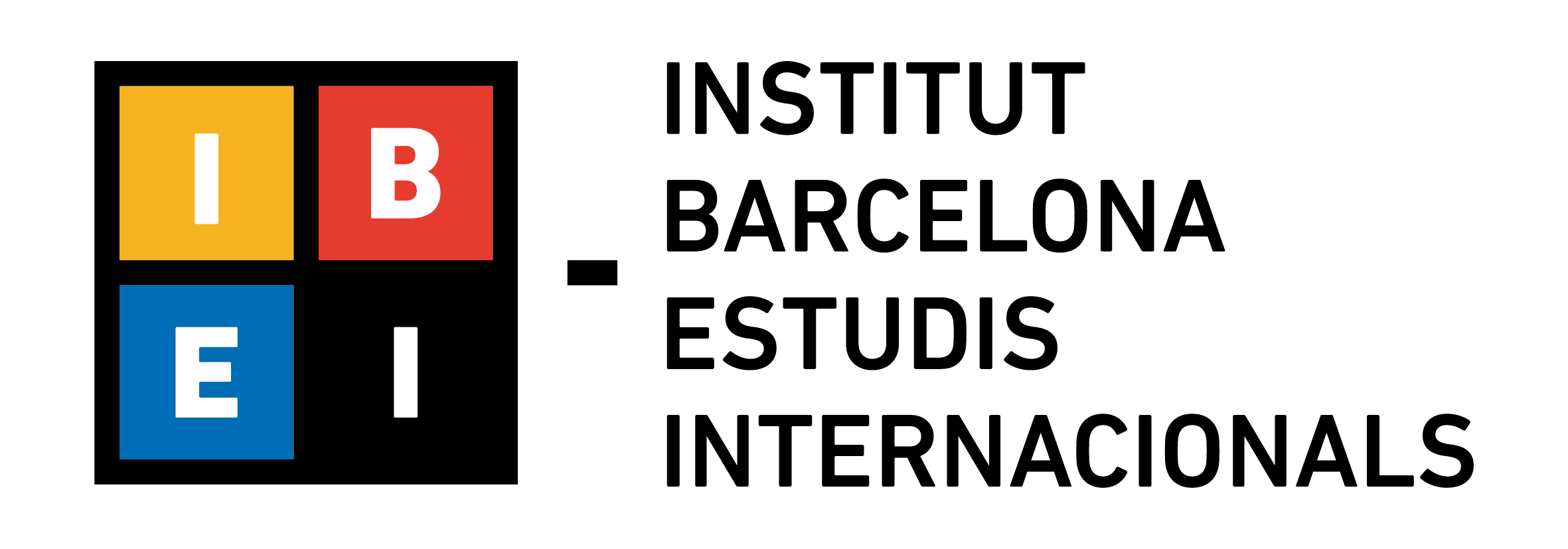
логотип IBEI

Логотип Барселонского института международных исследований представляет собой черный квадрат, поделенный на четыре равные части, в каждой из которых содержится по одной букве аббревиатуры института (IBEI). Фон каждой части квадрата окрашен в разные цвета: желтый, красный, голубой и черный.

## Юридическое лицо
С точки зрения организационно-правовой формы Барселонский институт международных исследований является частным фондом. Это некоммерческая организация, имеющая, в соответствии с учредительными документами, юридическое лицо и полную правоспособность и зарегистрированная в Реестре общественных организаций и фондов Правительства Каталонии. IBEI имеет структуру межуниверситетского исследовательского института, деятельность которого регулируется уставом и правилами внутреннего распорядка.

## Организация и управление
Президентом IBEI является Нарсис Серра, испанский экономист и политик, занимавший, в частности, должности Мэра Барселоны (1979—1982), Министра обороны Испании (1982—1991) и Заместителя Председателя Правительства Испании (1991—1995).
Директором института является Жасинт Жордана, профессор политологии в Университете Помпеу Фабра. Главной областью его исследований является сравнительный анализ публичной политики, в котором особый интерес ученого вызывает политика регулирования и регуляторные институты.
Попечительский совет является главным органом управления Фонда, а Научный совет занимается вопросами академической сферы. IBEI также имеет престижный Международный академический совет, председателем которого является Хавьер Солана. Совет собирается каждые два года, чтобы обсудить стратегическое развитие института в средней и долгосрочной перспективе.

## Качество образовательных программ
Образовательные программы IBEI проходят контроль внутренней системы гарантии качества, ответственность за исполнение которой несет Научный совет института, проверяя степень удовлетворенности студентов и общее функционирование программ. Комиссия по качеству преподавания занимается управлением и мониторингом предлагаемых институтом учебных программ последипломного образования. Образовательные программы IBEI включены в Реестр университетов, образовательных центров и дипломов Министерства образования Правительства Испании.

## Спонсорская поддержка, партнерство и академическое сотрудничество
IBEI пользуется спонсорской поддержкой Мэрии Барселоны, Провинциального совета Барселоны, Фонда «La Caixa», Правительства Каталонии, Городского округа Барселоны и других учреждений и частных компаний.
Институт также поддерживает партнерские отношения с другими образовательными и исследовательскими учреждениями, осуществляющими свою деятельность в той же сфере. IBEI является членом MUNDUS MAPP программы Erasmus Mundus Европейской комиссии, в рамках которой институт входит в консорциум университетов MUNDUS MAPP наряду с Йоркским университетом и Центральным европейским университетом в Будапеште. Кроме того, институтом заключены многочисленные договоры о сотрудничестве с различными образовательными учреждениями в Европе, Азии, Северной и Южной Америке с целью развития совместных проектов, обмена студентов и преподавателей и реализации других инициатив в сфере академического сотрудничества.

## Образовательные программы
На сегодняшний день IBEI предлагает четыре программы последипломного образования: Магистерские программы «Международные отношения», «Международная безопасность», Erasmus Mundus «Публичная политика» (MUNDUS MAPP) и «Международное развитие». Кроме того, в институте проводятся летние курсы, посвященные различным темам в сфере международных отношений и международной политэкономии. В основном преподавание ведется на английском языке, только магистратура «Международные отношения» предоставляет возможность пройти обучение по двуязычной программе: на английском и испанском языках. Для поступления требуется наличие высшего образования и высокий уровень владения английским языком. В 2015/16 учебном году коэффициент поступления составил 72 % от общего числа заявок.

### Магистерская программа «Международные отношения»
Магистерская программа «Международные отношения» пользуется наибольшей популярностью среди поступающих и стала первой программой последипломного образования IBEI. По этой программе ежегодно проходят обучение в среднем 90 студентов из более 30 стран мира.
В настоящее время в рамках программы предлагаются два формата обучения: на английском языке и двуязычное обучение (английский и испанский языки), а также обучение с полной академической нагрузкой за один год и с частичной нагрузкой за два года. В рамках магистерской программы предлагаются три области специализации: «Политическая экономия развития», «Глобальное управление» и «Мир и безопасность». Целью междисциплинарной программы является подготовка студентов к пониманию сложности современного мира и развитию необходимых навыков для развития профессиональной карьеры на международном уровне в самых разных академических и географических областях. IBEI заключил соглашения с различными международными, общественными и правительственными организациями, а также с транснациональными компаниями, чтобы предложить студентам возможность пройти профессиональную стажировку.

### Магистерская программа «Международная безопасность»
Преподавание магистерской программы «Международная безопасность» началось в 2012/13 учебном году, ежегодно обучение проходят в среднем 25 студентов из 15 стран мира.
Преподавание осуществляется на английском языке, продолжительность обучения составляет один год с полной академической нагрузкой. В соответствии с учебной программой студенты приобретают знания в области политической экономии, международных отношений, мировой экономики и глобальной безопасности, необходимые для профессионального развития в сфере международной обороны и безопасности. Данная магистерская программа, так же как магистратура «Международные отношения», включает специальную программу стажировок.

### Магистерская программа «Международное развитие»
Обучение по магистерской программе «Международное сотрудничество» длится один год, преподавание ведется с 2016/17 учебного года. Междисциплинарная программа направлена на предоставление студентам знаний в области международного развития и сотрудничества. Профессор Макс Спур из Института социальных исследований Роттердамского университета Эразма в Гааге и адъюнкт-профессор института IBEI руководил деятельностью комитета по разработке этой программы.

### Магистерская программа Erasmus Mundus «Публичная политика» (MUNDUS MAPP)
Программа Erasmus Mundus — магистерская программа «Публичная политика» (Mundus MAPP) представляет собой международную двухгодичную магистратуру, реализуемую при поддержке Европейской комиссии. Программа разработана IBEI совместно с Йоркским университетом, Институтом социальных исследований в Гааге и Центральным европейским университетом в Будапеште. Студенты этой программы могут выбрать одну из следующих областей специализации: «Политическая экономия развития», «Глобальное управление и сотрудничество», «Европейская публичная политика» и «Глобальная публичная политика». Магистратура включает собственную систему стажировок, финансируемых Европейской комиссией.

### Образовательные курсы
Ежегодно IBEI проводит различные летние курсы в сфере международных отношений, глобального управления и международной политической экономии. В качестве преподавателей на летних курсах выступали такие заслуженные ученые, как Хелен Милнер и Эндрю Моравчик. Кроме магистерских программ IBEI проводит в течение всего года другие образовательные мероприятия, как носящие разовый характер, так и повторяющиеся с определенной периодичностью. Среди последних особое место занимает магистерская программа «Дипломатия и внешняя политика», реализуемая IBEI совместно с DIPLOCAT (Правительство Каталонии). Кроме того, в институте регулярно проводятся курсы сети Barcelona’gov, членом которой является IBEI наряду с Мэрией Барселоны, Университетом Помпеу Фабра и Институтом управления и публичной политики (IGOP) Автономного университета Барселоны.

### Выпускники
ALIBEI — Ассоциация выпускников Барселонского института международных исследований основана в 2008 году с целью поддерживать и укреплять связи между выпускниками института. Деятельность ассоциации включает программу тьюторства, в рамках которой выпускники-добровольцы оказывают поддержку новым студентам во время поступления и регистрации в программе.

## Исследовательская деятельность
Исследовательская деятельность IBEI проводится междисциплинарными рабочими группами, отражающими обширный опыт института в области международных исследований. Каждая рабочая группа объединяет членов преподавательского состава IBEI, аффилированных и приглашенных преподавателей и студентов докторантуры, работающих по одной общей теме, и является платформой для обсуждения текущей работы, обмена мнениями и проведения совместных исследований. Кроме того, IBEI осуществляет обмен и поддерживает сотрудничество с другими научными центрами и исследователями для содействия проведению и распространению результатов качественных исследований.
В настоящее время в IBEI работают пять исследовательских групп. Группа Globalization and public policy («Глобализация и публичная политика») рассматривает влияние глобализации на способность различных институтов защищать и содействовать своим экономическим и политическим интересам. Группа Norms and rules in international relations («Нормы и правила в международных отношениях») изучает роль правил и норм в поддержании международного порядка, а также в какой мере формальные и неформальные институты им соответствуют. Группа Institutions, inequality and development («Институты, неравенство и международное развитие») анализирует экономические и политические тенденции, вызывающие различные модели неравенства и приводящие к различным результатам развития во всем мире. Группа Security, conflict and peace («Безопасность, конфликты и мир») исследует ведущих агентов, последствия и политику конфликтов и политического насилия, наряду с анализом стратегий по предотвращению и урегулированию результатов. Группа States, diversity and collective identities («Государства, разнообразие и коллективные идентичности») изучает роль государственных и наднациональных институтов, а также гражданского общества в построении и мобилизации коллективных идентичностей.
Преподаватели IBEI принимают участие в различных международных исследовательских проектах, получающих финансовую поддержку Европейской комиссии, Правительства Испании, Правительства Каталонии и из других источников финансирования. IBEI также осуществляет публикацию Working Paper Series для распространения результатов текущей работы исследовательских групп. Более подробная информация об исследовательской работе IBEI публикуется каждые два года в отчете об исследовательской деятельности.

## Сотрудники Института
В штат научных сотрудников IBEI входят около двадцати преподавателей и исследователей, в дополнение к которым в институте работает множество приглашенных преподавателей, постдокторские исследователи и другие внештатные сотрудники. IBEI реализует Программу для приглашенных исследователей с целью привлечения преподавателей из других университетов и исследовательских центров, заинтересованных в проведении международных исследований. С 2008 года более 70 приглашенных преподавателей и исследователей работали в IBEI в течение от двух недель до полного учебного года. Институт также оказывает поддержку молодым докторам наук в участии в различных конкурсных программах для развития своих исследований.
Административный штат IBEI, состоящий из 15 человек, занимается набором студентов в официальные магистерские программы, управлением учебным процессом, координацией исследовательских проектов и курсов повышения квалификации, решает разнообразные задачи в области сотрудничества с другими институтами и корпоративной коммуникации, а также в сфере экономического и административного управления.